# Easy Lover (Ellie Goulding)
Easy Lover è un singolo della cantante britannica Ellie Goulding, pubblicato il 15 luglio 2022 come primo estratto dal quinto album in studio Higher than Heaven.
Il brano vede la partecipazione del rapper statunitense Big Sean.

## Descrizione
Il brano è stato scritto dalla stessa Ellie Goulding, Sean, Greg Kurstin e Julia Michaels. Kurstin ne è anche il produttore. Nel luglio 2022, la cantante ha indirizzato una mail ai suoi fan, annunciando che "il nuovo brano aveva avuto bisogno di parecchio tempo per essere pronto e che lo aveva cambiato più volte". A proposito del suo processo di creazione, ha dichiarato: "in realtà questo brano è nato più o meno 5 o 6 anni fa. Ero ormai alla fine del periodo di Delirium e iniziavo a cercare idee per il mio prossimo disco. Ho scritto questo brano con Greg Kurstin, con il quale ho già collaborato tante volte tempo fa, e con Julia Michaels e ho avuto sempre la sensazione che avesse qualcosa di speciale ma che gli mancasse una 'casa'". Spiegando invece perché dovendo scegliere una collaborazione la sua scelta era ricaduta su Big Sean, ha detto: "Avevamo fatto diversi tentativi ma nessuno di questi ci aveva del tutto convinto. Quando avevo iniziato a lavorare sul mio nuovo album, lo stavo riscrivendo quando per caso ho visto il recente spettacolo di Big Sean al Coachella e sono rimasta sbalordita dalla sua presenza. Ero sua fan da molto tempo ed ero presente anche nel suo album Hall of Fame e così ho deciso di scrivergli e chiedergli se fosse interessato a una collaborazione. Per fortuna ha detto sì ed è diventato il brano che potete ascoltare oggi".
Del brano è stata prodotta anche una versione solista, pubblicata il 26 agosto 2022 per il download digitale.

## Tracce
Download digitale
1. "Easy Lover" (featuring Big Sean) – 3:35

Download digitale – Four Tet Remix
1. "Easy Lover" (Four Tet Remix) – 4:11

Download digitale – Solo/No Rap Version
1. "Easy Lover" – 3:25

Download digitale – Jax Jones Remix
1. "Easy Lover" (Jax Jones Remix) – 2:00

Download digitale – The Remixes
1. "Easy Lover" (featuring Big Sean; Navos Remix) – 2:44
2. "Easy Lover" (Russ Chimes Remix) – 3:35
3. "Easy Lover" (featuring Big Sean; Colbath Remix) – 3:35